# Waterkruiskruid
Waterkruiskruid (Jacobaea aquatica, synoniem:Senecio aquaticus) is een  een- of tweejarige plant uit de composietenfamilie (Asteraceae).

## Determinatie
De plant is 30–120 cm hoog en heeft een korte wortelstok waarop een stengel die boven het midden is vertakt. De lichtgroene stengelbladeren zijn liervormig, de eindlob ervan is ongeveer half zo lang als het blad. Tijdens de bloei zijn de bijna eironde wortelbladeren vaak nog aanwezig.
De plant bloeit vanaf juni tot in augustus. De bloeiwijze is een schermachtige pluim met 20–30 mm grote hoofdjes. De straal- en buisbloemen zijn goudgeel. De straalbloemen zijn 10–15 mm lang. Het korte buitenomwindsel heeft één tot drie blaadjes met vaak een zwarte top.
De vrucht is een nootje, De randstandige nootjes zijn kaal en de overige kaal tot spaarzaam behaard. Het vruchtpluis laat gemakkelijk los.
Het aantal chromosomen is 2n = 40.

## Ecologie
Waterkruiskruid is een moerasplant die voorkomt op natte, mesotrofe grond in weilanden, bermen, langs waterkanten, in lichte bossen en grienden.

### Syntaxonomie
Waterkruiskruid geldt als kensoort voor de associatie van boterbloemen en waterkruiskruid (Ranunculo-Senecionetum aquatici).

### Voedselbron
De soort is een waardplant voor de zebrarups, de larve van de sint-jacobsvlinder (Tyria jacobaea). Deze rupsen zijn niet gevoelig voor vergiftiging door de pyrrolizidine-alkaloïden die de plant bevat.

## Verspreiding
De plant komt van nature voor in West- en Centraal-Europa. De soort staat op de Nederlandse Rode Lijst als algemeen voorkomend en matig afgenomen. 